# Sommartjärnen, Ångermanland
Sommartjärnen är en sjö i Bjurholms kommun i Ångermanland och ingår i Lögdeälvens huvudavrinningsområde.